# Anisopappus latifolius
Anisopappus latifolius là một loài thực vật có hoa trong họ Cúc. Loài này được (S.Moore) B.L.Burtt mô tả khoa học đầu tiên năm 1979.